# Počepice
Počepice (en allemand : Potschepitz) est une commune du district de Příbram, dans la région de Bohême-Centrale, en République tchèque. Sa population s'élevait à 538 habitants en 2020.

## Géographie
Počepice est située dans la vallée du ruisseau éponyme au pied de la montagne de Počepice (539 m), sur la route menant de Sedlčany à Petrovice.
Počepice se trouve à 8 km au sud-sud-ouest de Sedlčany, à 30 km à l'est-sud-est de Příbram et à 54 km au sud de Prague.
La commune est limitée par Vysoký Chlumec au nord-ouest et au nord, par Nedrahovice à l'est, par Nechvalice au sud, et par Petrovice au sud-ouest.

## Histoire

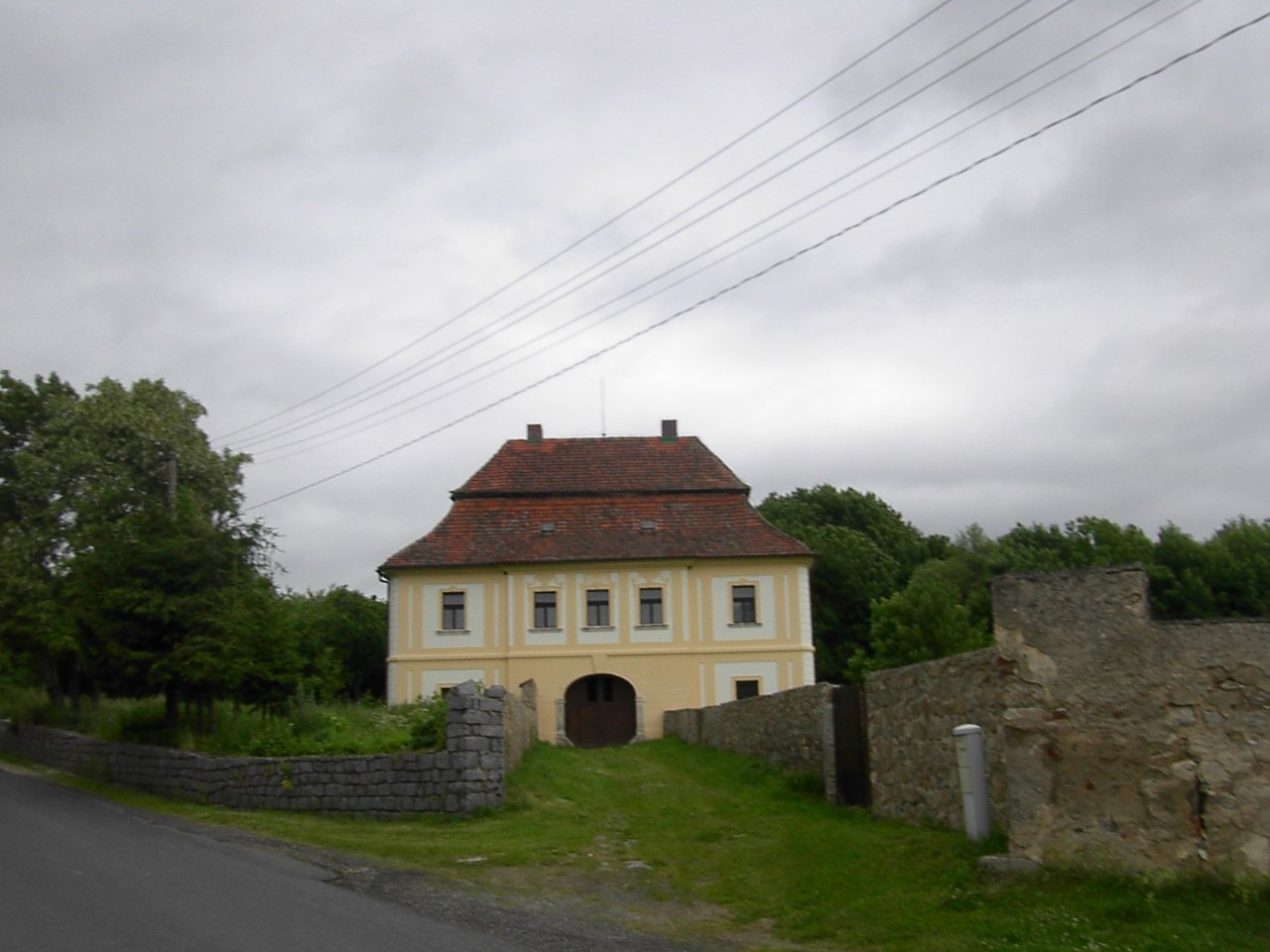
Le presbytère baroque

La première mention écrite du village date de l'an 1219, mais il est probable qu'il ait été fondé dans le courant du XIe siècle. Le nom du village vient du mot cigogne (čáp) ; l'oiseau fait partie du blason des seigneurs du lieu.
Autour de l'an 1300, est élevée l'église Saint-Jean Baptiste. En 1790 elle est reconstruite dans le style baroque. C'est une construction simple, la sacristie est sur le côté nord. La tour carrée massive avec sa coupole à bulbe en est la caractéristique. Sur le chemin de Vysoký Chlumec se dresse les statues baroques de saint Adalbert et de saint Jean Népomucène.

## Population
| Année              | 1869 | 1900 | 1930 | 1970 | 1991 | 2006 |
| ------------------ | ---- | ---- | ---- | ---- | ---- | ---- |
| Nombre d'habitants | 1421 | 1142 | 940  | 657  | 480  | 503  |

## Administration
La commune se compose de cinq quartiers :
- Počepice
- Oukřtalov
- Rovina
- Skuhrov
- Vitín

## Randonnées
A vélo :
- Route 8139 : Vápenice - Rovina - Nechvalice - Obděnice - Petrovice
- Route 8144 : Veselíčko - Počepice - Skoupý.

Randonnée pédestre – le village mène :
- vers le sentier touristique signalé en rouge : Sedlčany - Vysoký Chlumec - Počepice - Petrovice - Milevsko
- vers le sentier touristique signalé en jaune : Smrčí - Bláhova Lhota - Počepice - Skuhrov Nové Dvory.

## Transports
Par la route, Počepice se trouve à 9,5 km de Sedlčany, à 41,5 km de Příbram et à 88 km de Prague.

## Légende locale
La légende se lit grâce aux statues qui se dressent sur la route de Počepice à Vysoký Chlumec. Il s'agit de celles de saint Jean Népomucène et de saint Adalbert qui ont été élevées en gage de remerciement et de gratitude.
Dans les temps anciens, ces régions de marais grouillaient de feux follets dangereux, qui, dans le brouillard, firent perdre leur chemin à un seigneur à cheval.
Parvenu sans aucun repère dans ces lieux, il lâcha son cheval et le laissa aller selon son instinct. Soudain le cheval effrayé trébucha, surpris par un oiseau qui s'envolait. Le cavalier tomba et se mit à patauger seul, ne sachant jamais s'il allait dans la bonne direction. Il se dirigea donc là, où il lui semblait voir une lueur, mais celle-ci disparaissait pour apparaître de nouveau ailleurs. Il se mit à appeler à l'aide et finit par entendre une voix, c'était celle d'un chasseur, qui le sortit de là et lui permit de passer la nuit chez lui.
Le seigneur, en guise de récompense et de remerciement pour lui avoir sauvé la vie, fit élever ces statues.